# Блеквуд (Њу Џерзи)
Блеквуд (енгл. Blackwood) насељено је место без административног статуса у америчкој савезној држави Њу Џерзи.

## Демографија
По попису из 2010. године број становника је 4.545, што је 147 (-3,1%) становника мање него 2000. године.
| Група             | 2000.         | 2010.         |
| Белци             | 4.232 (90,2%) | 3.887 (85,5%) |
| Афроамериканци    | 185 (3,9%)    | 237 (5,2%)    |
| Азијати           | 99 (2,1%)     | 115 (2,5%)    |
| Хиспаноамериканци | 148 (3,2%)    | 270 (5,9%)    |
| Укупно            | 4.692         | 4.545         |